# Lucius Iulius Proculianus
Lucius Iulius Proculianus war ein im 2. Jahrhundert n. Chr. lebender römischer Politiker.
Durch ein Militärdiplom, das auf den 1. April 179 datiert ist, ist belegt, dass Proculianus 179 zusammen mit Manius Acilius Faustinus Suffektkonsul war. Möglicherweise war er der Sohn von Lucius Iulius Proculus, einem früheren Statthalter der Provinz Dacia superior.